# 栗头地莺
栗头地莺（学名：Cettia castaneocoronata）为鶲科地莺属的鸟类。该物种的模式产地在喜马拉雅山脉。

## 亚种
- 栗头地莺指名亚种（学名：Cettia castaneocoronata castaneocoronata）。在中国大陆，分布于西藏、云南、贵州、四川等地。该物种的模式产地在喜马拉雅山脉。[2]
- 栗头地莺滇西亚种（学名：Cettia castaneocoronata ripleyi）。在中国大陆，分布于云南等地。该物种的模式产地在云南。[3]